# From 喜怒哀楽
『From 喜怒哀楽』（フロム きどあいらく）は、日本の音楽グループスチャダラパーの9枚目のシングルである。1995年4月8日発売。発売元はEMIミュージック・ジャパン。

## 概要
- 前作から2ヶ月ぶりとなるシングル。

## 収録曲
1. From 喜怒哀楽(6:05)
NHK「ポップジャム」オープニングテーマ
2. Nobel Naughty Beats(4:53)
NHK「ポップジャム」エンディングテーマ
3. From 喜怒哀楽 (カラオケ)(6:05)

作詞・作曲：スチャダラパー

## 収録アルバム

### From 喜怒哀楽
- オリジナル『5th WHEEL 2 the COACH』（1995年4月26日）
- オムニバス『BIG The NEW HITS Karaoke Vol.2』（1995年6月21日）
- オムニバス『BIG J-RAP TRACKS』（1995年6月21日）
- ベスト『東芝クラシックス95-97』（1998年3月25日）

### Nobel Naughty Beats
- ベスト『東芝クラシックス95-97』（1998年3月25日）